# Асмавандан
Асмавандан (перс. عثماوندان) — село в Ірані, у дегестані Джірдег, у Центральному бахші, шагрестані Шафт остану Ґілян. За даними перепису 2006 року, його населення становило 759 осіб, що проживали у складі 216 сімей.

## Клімат
Середня річна температура становить 14,27 °C, середня максимальна – 28,18 °C, а середня мінімальна – -0,76 °C. Середня річна кількість опадів – 895 мм.
| Клімат поселення                              | Клімат поселення | Клімат поселення | Клімат поселення | Клімат поселення | Клімат поселення | Клімат поселення | Клімат поселення | Клімат поселення | Клімат поселення | Клімат поселення | Клімат поселення | Клімат поселення | Клімат поселення |
| Показник                                      | Січ.             | Лют.             | Бер.             | Квіт.            | Трав.            | Черв.            | Лип.             | Серп.            | Вер.             | Жовт.            | Лист.            | Груд.            |                  |
| Середній максимум, °C                         | 9,60             | 10,18            | 12,44            | 18,23            | 22,32            | 25,93            | 28,18            | 27,69            | 23,78            | 21,20            | 16,96            | 12,27            |                  |
| Середня температура, °C                       | 4,41             | 4,99             | 7,25             | 13,05            | 17,17            | 20,76            | 23,78            | 23,28            | 19,37            | 16,80            | 12,56            | 7,87             |                  |
| Середній мінімум, °C                          | −0,76            | −0,19            | 2,07             | 7,88             | 11,98            | 15,58            | 19,37            | 18,87            | 14,96            | 12,40            | 8,16             | 3,46             |                  |
| Норма опадів, мм                              | 94               | 76               | 76               | 55               | 40               | 25               | 18               | 41               | 86               | 132              | 117              | 135              |                  |
| Середньомісячна швидкість вітру, м/с          | 2.24             | 2.32             | 2.40             | 2.30             | 2.30             | 2.56             | 2.50             | 2.36             | 2.11             | 2.00             | 1.90             | 1.90             |                  |
| Середньомісячна сонячна радіація, кДж/м²·день | 6908             | 9072             | 11164            | 15784            | 20097            | 22434            | 23200            | 19686            | 16174            | 11115            | 8696             | 6645             |                  |
| --------------------------------------------- | ---------------- | ---------------- | ---------------- | ---------------- | ---------------- | ---------------- | ---------------- | ---------------- | ---------------- | ---------------- | ---------------- | ---------------- | ---------------- |
| Джерело:                                      |                  |                  |                  |                  |                  |                  |                  |                  |                  |                  |                  |                  |                  |